# Giovanna Berneri
Pour les articles homonymes, voir Berneri.

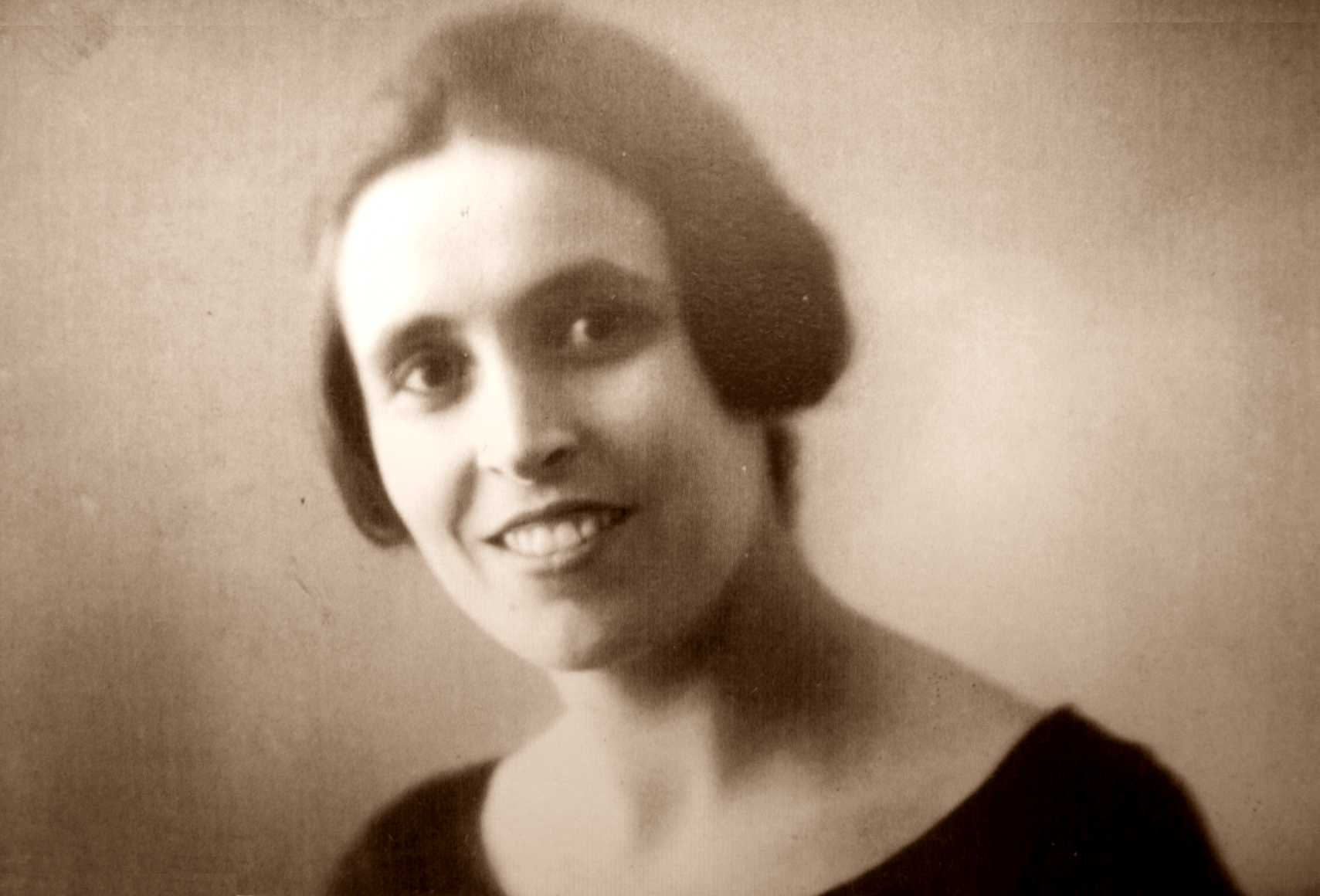
Portrait photographique de Giovanna Berneri.

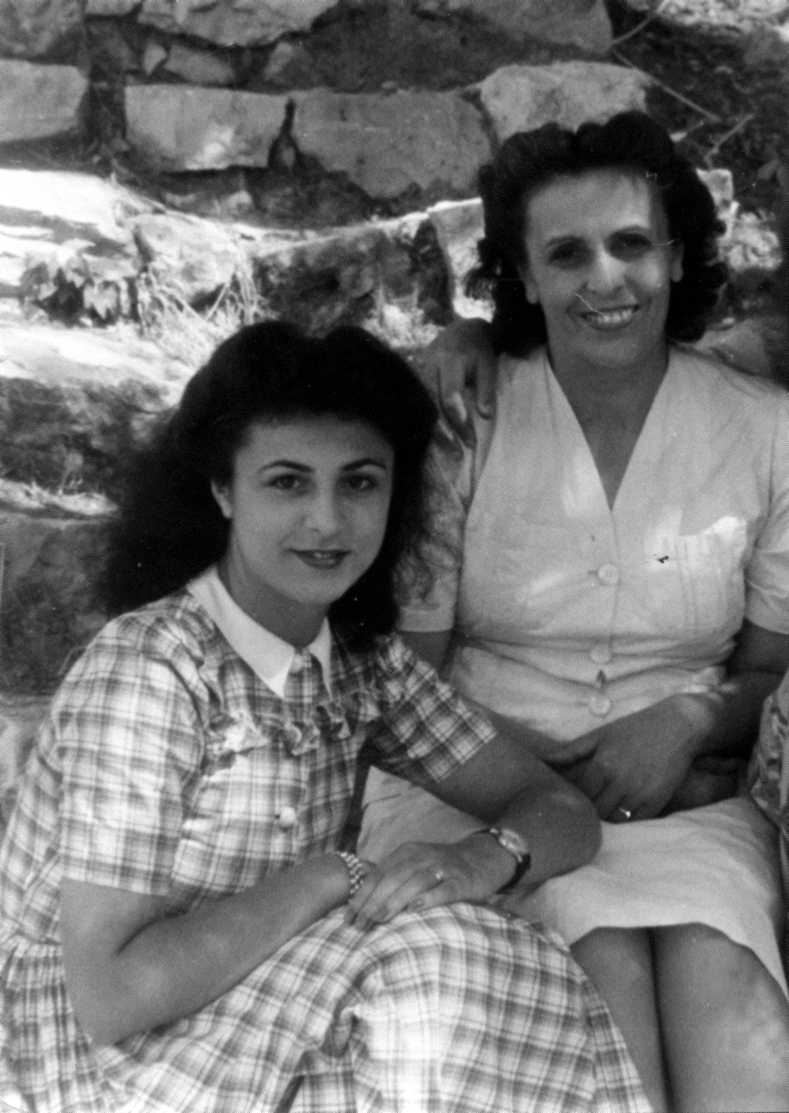
Giovanna Berneri avec sa fille Marie-Louise Berneri sans doute en 1936.

Giovanna Berneri ou Giovanna Caleffi, née le 5 mai 1897 à Gualtieri (Province de Reggio d'Émilie, Italie), morte le 14 mars 1962 à Gênes (Ligurie), est une pédagogue et militante anarchiste, rédactrice de la revue italienne Volontà.

## Biographie
Née Giovanna Caleffi et issue d'une famille nombreuse de paysans pauvres dont le père a émigré aux États-Unis, elle parvient à faire des études et est diplômée institutrice en 1915
Elle épouse Camillo Berneri le 3 janvier 1917 et le couple s’installe à Florence. Ils auront deux filles : Marie-Louise Berneri et Giliana Berneri, toutes deux militantes anarchistes,.
En 1926, fuyant le fascisme de Mussolini, exilée en France avec son compagnon, elle s'installe en banlieue parisienne où elle vit dans la précarité. En 1933, grâce à un prêt de son père elle ouvre au 20 rue de Terre-Neuve à Paris un magasin de produits alimentaires italiens.
Après le départ de Camillo pour l’Espagne en juillet 1936, elle reste en France et ne se rend à Barcelone qu’en mai 1937, après l’assassinat de son compagnon par des agents staliniens.
De retour en France, elle s'engage plus directement dans le mouvement anarchiste et apporte son aide aux compagnons italiens expulsés qui seront ensuite internés dans les camps de concentration français.
Elle crée le Comité Camillo Berneri et publie, en 1938, un recueil des textes de Camillo sous le titre Pensieri e battaglie qui est préfacé par Emma Goldman. Elle collabore également à la presse anarchiste italienne clandestine et à Solidarité Internationale Antifasciste.

### Seconde Guerre mondiale
À la suite de l'occupation de la France par les nazis et de la collaboration des autorités de Vichy, elle est arrêtée, le 28 octobre 1940, sur demande des autorités fasciste italiennes.
En février 1941, après avoir été emprisonnée durant trois mois à la prison de la Santé, elle est déportée en Allemagne où elle est détenue cinq mois avant d'être transférée de prison en prison jusqu'en Autriche.
Elle est ensuite extradée vers Italie, où elle est condamnée, le 25 août 1941, au « domicilio coatto », dans la province d’Avellino, pour activités subversives à l’étranger.
Libérée quelque temps avant l'arrivée des alliés en Italie, elle entre dans la clandestinité, puis est de ceux qui reconstituent le mouvement anarchiste italien dès la fin de 1944.

### Éditrice
Elle fonde, avec son nouveau compagnon Cesare Zaccaria qu'elle a rencontré en 1943, la Rivoluzione libertaria qui devient ensuite la revue Volontà. Elle y publie des articles d’Ignazio Silone, Albert Camus, Louis Mercier-Vega. Elle écrit dans d’autres périodiques anarchistes et publie nombre d’ouvrages dans sa maison d’éditions RL / Collana Porro.
Auteure de la brochure La Société sans Etat, elle s'implique également dans une campagne en faveur du contrôle des naissances dont l'opuscule, Il controlla delle nascite publié en 1948, est saisi par les autorités. Lors du procès, en mai 1950, pour « propagande contre la procréation », elle est acquittée.
Après la mort de sa fille Marie-Louise en 1949, elle crée en sa mémoire en 1951, une maison de vacances pour enfants.

### Anecdote
À la première conférence anarchiste d'après-guerre, à Paris en 1948, un membre de la famille Berneri était présent dans les délégations française, italienne et britannique : Marie Louise représentait la Grande-Bretagne, sa sœur Giliana la France et sa mère Giovanna l'Italie.

## Œuvres
- La société sans État, Paris, Éditions Élisée Reclus, 1947, notice.
- The French Anarchist Movement, Volontà, mai 1954, texte intégral.

## Notices
- Notices d'autorité :   - VIAF
  - ISNI
  - IdRef
  - LCCN
  - GND
  - Italie
  - Catalogne
  - WorldCat
- Dictionnaire des anarchistes, « Le Maitron » : notice biographique.
- Système universitaire de documentation : publications liées.
- Dictionnaire international des militants anarchistes : notice biographique.
- L'Éphéméride anarchiste : notice biographique.
- Catalogue général des éditions et collections anarchistes francophones : notice bibliographique.
- Musée social : notice.
- Archivio Famiglia Berneri - Aurelio Chessa : notice biographique.
- Libcom : notice biographique.
- Estel Negre : notice biographique.
- Anarchist Archives, notice biographique.
- (it) Dizionario biografico degli anarchici italiani, volume I, Pisa, BFS Edizioni, 2003, 790 p., notice éditeur.
- (it) Caleffi, Giovannina, A/Rivista Anarchica, no 296, février 2004, page 55.